# Antonio Sureda
Antonio Sureda (* 4. Oktober 1904 in Buenos Aires; † 23. Juni 1951) war ein argentinischer Bandoneonist und Tangokomponist.

## Leben
Sureda hatte bis 1918 Bandoneonunterricht bei Julián Divasto. 1920 gründete er mit dem Geiger Antonio Arcieri und einem Pianisten namens Aquilino das Trio America, mit dem er ein Jahr lang im Kino London Palace und bei Veranstaltungen auftrat. Mit dem Trío del Plata (mit dem Geiger Oscar Valpreda und dem Pianisten Alpredi) spielte er im gleichnamigen Kino die Musik zu den vorgeführten Stummfilmen und in den Pausen zwischen den Filmen. Ende 1922 engagierte Federico del Ponte das Trio für den Sender Radio Cultura. Parallel spielte Sureda mehrere Monate Bandoneon in der Formation von Adolfo Avilés.
Seine ersten Aufnahmen entstanden ab 1931 beim Label Odeon. Mit dem Sänger Santiago Devin nahm er vier eigene Kompositionen auf: 1931 den Walzer A su memoria und die Zamba Vincha bruja und 1932 den Tango Dos amores und den Paso Doble Juanillo. 1936 entstanden Aufnahmen der Titel Barreras de amor und Dos amores, und 1942 nahm Sureda als Leiter eines Tangoorchesters die Milonga Para la muchachada und den Tango Yo te bendigo  (vermutlich mit Carlos Lafuente als estribillista) auf. 1940 komponierte er die Musik für Julio Irigoyens Film Su Nombre es Mujer mit Herminia Franco.
Zu den Musikern, die Suredas verschiedenen Formationen angehörten, zählen u. a. Carlos Figari, Ángel Condercuri, Damián Ficarra und Jorge Dragone sowie die Sänger Agustín Volpe, Alberto Tagle und Roberto Maida. Zu den meisten seiner Kompositionen schrieb sein Bruder Gerónimo Sureda die Texte. Besonders erfolgreich wurden zwei Walzer nach Texten von Homero Manzi: Valsecito de antes und A su memoria. Letzterer wurde 1926 erstmals Ignacio Corsini aufgenommen und wurde Anfang der 1930er Jahre populär in den Versionen Santiago Devins, des Orquesta Típica Brunswick mit Teófilo Ibáñez, Francisco Lomutos mit Fernando Díaz, Alberto Gómez’ und Francisco Canaros mit Charlo.

## Kompositionen
- Adiós juventud
- Amor de payas
- Amor y sacrificio
- A oscuras
- A su memoria
- Barreras de amor
- Botellero (aufgenommen von Libertad Lamarque)
- Callecita del suburbio
- Ciudad de mis sueños
- Decime adiós
- Dos amores
- Ensueño
- Gorrión
- Ilusión marina
- Juanillo
- Mala suerte
- Nido de amor
- Nostalgias
- Nunca
- Nunca es tarde
- Para la muchachada
- Plegaria
- Quién te ha visto y quién te ve
- Quiero que me quieras
- Ronda del querer
- Te quiero mucho más
- Valsecito de antes
- Venga de donde venga
- Vincha bruja
- Volvió la princesita
- Yo te bendigo
- Yo quiero que sepas